# Вентурицидин

Структура абомицина А1 (взято из англоязычной статьи)

Вентурицидины (англ. venturicidins) или абомицины (англ. aabomycins) - это небольшая группа соединений с противогрибковыми свойствами. Первое соединение в этой группе было получено в результате исследований стрептомицетов (англ. streptomyces) в 1961 году. В дальнейшем были получены и описаны другие соединения в этой группе. Соединение "абомицин А" было получено при исследованиях всё тех же стрептомицетов в 1969 году, однако в 1990 выяснилось, что абомицин А - это смесь двух (очень схожих) соединений, которые в дальнейшем назвали абомицин А1 и абомицин А2, в пропорции 3 к 1. Их формула и молекула оказались на 100% схожи с уже известными соединениями вентурицидин А и вентурицидин Б. Недавно выяснилось существование третьего похожего соединения, названного вентурицидин Ц (Venturicidin C), полученного вновь от Streptomyces.

Структура абомицина А2 (взято из англоязычной статьи)